# Death and roll
Death and roll – termin używany do opisania muzyki zespołów death metalowych, które używają w swojej twórczości elementów rocka i rock and rolla.
W death and rollu do śpiewania używa się growlu, a dźwięk gitar jest zniekształcony.

## Pochodzenie
Death and roll pojawił się ok. połowy lat 90. XX wieku w Skandynawii. Pierwszym zespołem, przy którym użyto tego określenia był szwedzki Entombed (Wolverine Blues), jednak niemal w tym samym czasie płytę w tym stylu nagrał brytyjski Carcass (Swansong), później holenderski Gorefest (Soul Survivor).

## Niektóre zespoły deathandrollowe
- Entombed
- Six Feet Under
- Dismember
- Gorefest
- Vader